# Virgilio Bellatti
Pour les articles homonymes, voir Bellati.
Virgilio Bellatti (né en 1869 à Florence et mort en 1917 à Milan) est un chanteur lyrique baryton italien.

## Biographie
Virgilio Bellatti fait ses débuts comme Zurga au théâtre de la Pergola à Florence en 1892. Il crée le rôle de Sharpless de Madame Butterfly lors de la re-création du Teatro Grande à Brescia le 28 mai 1904.